# 李昭皇
李昭皇（越南语：／；1218年—1278年），初名李佛金（越南语：／），後改李天馨（越南语：／），是越南李朝的第九任也是最後一任皇帝，同時是越南历史上唯一的女皇帝。她是前任皇帝李惠宗的次女，在李朝滅亡後，成為下一代陳朝皇帝陳煚的皇后。

## 生平
李佛金是李惠宗次女，出生後封昭聖公主。1224年掌有大權的外戚陳守度廢李惠宗，立年僅七歲的李佛金為皇帝，改元天彰有道，有諷刺李惠宗的意思。之後陳守度又表示李昭皇對他的姪子陳煚有意思，決定讓兩個小孩結為連理。婚後，又替李昭皇擬詔讓位給陳煚：
|  | “自古南越帝王，治天下者有矣。惟我李受天眷命，奄有四海，列聖相承，二百餘年，奈以上皇嬰疾，承統無人，國勢傾危，命朕受明詔，勉強即位，自古已來未之有也。嗟朕惟為女主，才德俱傾，輔弼無人，盜賊蜂起，安可秉持神噐之太重，朕夙興夜寐，惟恐難堪，每念求賢良君子，同輔政治，夙夜拳拳，於斯極矣，詩曰：『君子好求，求之不得，寤寐思服，悠哉悠哉。』今朕反覆獨筭，惟得陳煚文質彬彬，誠賢人君子之體，威儀抑抑，有聖神文武之資，雖漢高唐太，未之能過。想熟晨昏驗之有素，可遜大位，以慰天心，以副朕懷，庶可同心戮力，共扶國祚，以享太平之福。布誥天下，咸使聞知。” |

李昭皇於天安殿禪讓給陳煚，國祚215年的李朝正式宣告滅亡，昭皇被尊為「禪皇」，後又改為「文皇」，李氏一族除了其姊順天公主以外，可以說被滅門殺害。陳朝建立以後，李昭皇又被冊立為昭聖皇后。1233年，生皇太子陈郑，但旋即夭折。這也是李昭皇與陳太宗之間唯一的子女，此後未能與陳太宗再生育。1237年，陳守度便以李昭皇不育的理由，將十九歲的李昭皇廢后，並將她降格為昭聖公主（越南语：／）。其姊顺天公主原本嫁給了皇兄陳柳，此時便在陳守度的安排下與陳柳離異，成為了太宗的皇后。
1258年，因黎輔陳抗擊蒙古入侵有功，陳太宗「授黎輔陳御史大夫，仍以昭聖公主歸之」，把李佛金許配給了他。
1278年，農曆三月，身為「黎輔陳夫人」的昭聖公主去世。據《大越史記全書》所載，「昭聖下嫁輔陳二十餘年，生男上位侯琮、女應瑞公主珪，至是年六十一薨。」

### 引用
1. ↑  吳士連 等：《大越史記全書‧陳紀‧陳太宗紀》，340頁。
2. ↑  吳士連 等：《大越史記全書‧陳紀‧陳聖宗紀》，351頁。

## 外部連結
- （越南文）（中文）.   [2008-05-27]. （原始内容存档于2016-03-05）.
- （中文）.   [2008-05-27]. （原始内容存档于2008-06-02）.